# 官渡之战
官渡之戰，是漢末三國時期以少勝多之戰役。東漢獻帝建安五年（200年），袁紹軍南攻曹操軍，相持於官渡，曹軍焚毀袁軍糧草，使得袁軍喪失鬥志，繼而擊潰袁軍主力。此戰奠定曹操統一漢朝北方之基礎。

## 背景
汉献帝建安元年，曹操迎天子（即汉献帝），迁都许昌，挟天子以令诸侯（“奉天子以令天下”），威势大增。他先后击败呂布、袁术，占据了兗州、徐州、司隸以及部分豫州、揚州壽春一帶。汉献帝建安四年（199年），袁绍最终战胜公孙瓒，此时已据幽州、冀州、青州、州，結連烏桓，尽有黄河以北之地，意欲南向以争天下。如此，曹操與袁紹决战勢所难免 。
起初形势绍强操弱。袁绍已无后顾之忧，地广人众，可动员的兵力在十万以上。曹操则是四面受敌，除了河北的袁绍，关中诸将馬騰、韓遂等尚在观望，南边刘表、张繡不肯降服，江東孙策蠢蠢欲动尋找伺機北上，暂时依附的刘备也是貌合神离。尽管如此，当时的一些有识之士，包括曹操的谋士荀彧、郭嘉，还在张繡麾下的贾诩，以及凉州从事杨阜，還有張羨麾下的桓階，在综合分析了曹、袁的优劣后，认为袁绍外宽内忌，好谋无决，他们都看好曹操，認為局势会漸漸有利于曹操。
汉献帝建安三年（198年）十月，河内太守張楊欲出軍救援呂布時卻為部下楊醜所殺，曹操解除進攻徐州呂布後顧之憂。十一月，呂布被曹操彻底消灭。建安四年六月，袁术病死，十一月张繡投降曹操。刘表表示中立。孙策於建安五年五月遇刺身亡。局势变得更加明朗。

## 过程

### 備戰
汉献帝建安四年（199年），张繡听从贾诩的劝告，归降曹操。刘表虽然表面上答应支持袁绍，但他并未出兵，持观望态度。
官渡之戰前夕，軍師祭酒郭嘉與曹操商議軍情，論及袁紹與曹操的差別，加強了曹操陣營的信心。曹操用治書侍御史衛覬之计，镇抚关中，並在官渡開始構築防禦工事，以防備袁紹攻擊许都。
東漢建安五年（200年）正月，曹操出人意料地先进攻徐州的刘备。众将认为应先打袁绍，曹操说：“刘备是人中豪杰，现在不打，将来必有后患。袁绍沒有大志向，反应迟缓，肯定不会行动。”遂进军，以迅雷不及掩耳之势击破刘备于徐州，关羽被生擒投降，旋即还军官渡。不出曹操所料，袁绍迟疑不决，失去夹击曹操的良机。

### 声东击西
二月，袁绍率步兵十余万、骑兵一万，进军黎阳（今河南浚县东北），准备渡河，同时派遣颜良进攻白馬（今河南滑县东北）。
四月，曹操用荀攸之计，声东击西，佯装欲于延津渡河，诱使袁绍分兵西向，实则轻兵突袭白马，颜良於陣間措手不及，為关羽所殺，白马之围遂解。

### 以利誘之
曹操迁移民众，沿河西南向退。袁绍率军渡河，追击曹操，至延津南。曹操令骑兵解鞍放马，将辎重丢弃。文醜与刘备带着五六千骑兵先后追至，士兵们爭奪辎重，情況混乱。曹操以五百余骑兵和若干步兵乘机突擊，大破，斬其騎將文醜。此后，曹操还军官渡，袁绍进保阳武（今河南原阳县东南）。而关羽脫離曹營复投刘备。
当时，江东孙策意欲偷袭许都，却因被許貢的門客暗杀而死去。
汝南郡黄巾軍刘辟叛变，袁绍使刘备前往相助，为曹仁击破。

### 相持不下
八月，袁绍不听沮授持久作战的建议，自阳武逐渐进逼至官渡，依沙塠为屯，东西数十里。
九月，曹操与袁绍交战不利，转而坚壁拒敌。袁绍建高橹，垒土山，居高而射，曹兵只得蒙盾而行。曹操于是制作霹雳车，发石击破橹楼。袁军又掘地道，曹军就挖长沟。曹军粮草将尽，士卒疲乏，曹操写信给荀彧，商议要退守许都。据《三国志·武帝纪》，曹操一日见运粮士兵疲于奔命，于心不忍，不禁脱口而出，“却十五日为汝破绍，不复劳汝矣！”荀彧回信说：“袁绍将主力集结于官渡，想要与公决胜负。明公以至弱当至强，若不能制，必为所乘，这是决定天下大势的关键所在。就像当年楚、汉在荥阳、成皋之间，刘邦、项羽没有人肯先退一步，以为先退则势屈。现在明公以一当十，扼守要冲而使袁绍不能前进。情势已然明朗，绝无回旋的余地，不久就会发生重大的转变。这正是出奇制胜的时机，千万不可坐失。愿明公审时度势啊。”于是曹操决心继续坚守待机，同时令徐晃等人骚扰袁军补给线。

### 劫營斷糧

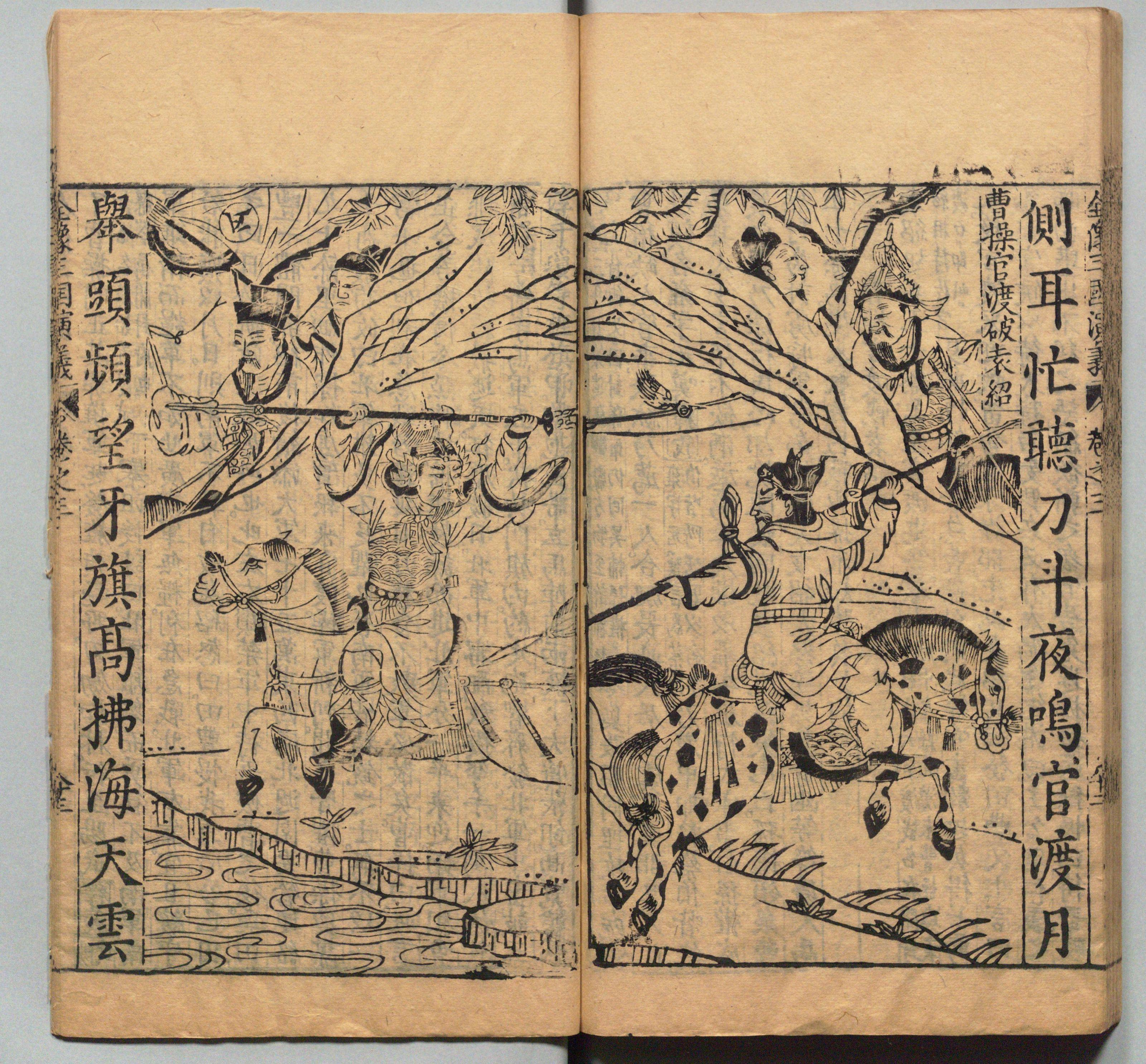
周曰校插图版《三国志通俗演义》中的曹操破袁绍

十月，袁紹派遣淳于瓊率兵萬餘護送軍糧，屯宿於距袁紹大營四十里的烏巢（今河南延津县东南）。沮授建議增派蔣奇率部於側翼掩護，袁紹不從。許攸獻計輕軍夜襲許都，也不被採納；又因其家屬犯法下獄，許遂與袁決裂，轉投曹操。曹操光著腳出來迎接，問計於許攸。許攸告訴曹操，袁軍輜重萬餘乘在故市、烏巢，守備不嚴，勸他輕兵破襲，則袁將自敗。
曹操当機立斷，发动乌巢之战，令曹洪、荀攸留守官渡大營，自領步騎五千人，偽裝成袁軍蒋奇部队，人銜枚馬縛口，攜帶柴草，從小路夜行，迅速趕到烏巢，縱火圍攻，淳于瓊部驚慌混亂。拂曉，淳于瓊才發現曹操兵少（只有5000），出陣反攻，曹操率軍突擊，淳于瓊又退守營中。袁紹得知軍情，只派輕騎救援淳于瓊，而命令張郃、高覽重兵攻打曹操官渡大營。張郃認為，烏巢戰場才是戰局關鍵，應全力救援，袁紹不聽。援軍迫近烏巢時，曹操鼓舞士氣，集中兵力，先斬淳于瓊，再破援騎，將袁軍物資全部焚燬。
消息傳至官渡前線，谋士郭图进谗言陷害張郃、高覽，張郃、高覽二人得悉後方有變，率部降曹。於是袁軍完全崩潰，曹操見袁紹軍心陣腳大亂，便兵分八路大舉進攻，袁軍大敗往北奔逃，軍隊死傷難以計數，經此一戰袁軍的主力部隊幾乎被消滅殆盡。袁紹與長子袁譚仅率兵八百渡河逃回北方。

## 結果
官渡之战後，袁曹雙方再發生倉亭之戰，袁紹再次战敗。在兩次与袁绍的战役戰勝後，曹操威震天下，而袁绍元气大伤，已无力与之争衡。汉献帝建安七年（202年），袁绍忧病而死，袁谭、袁尚争位，河北大乱。曹操乘乱进取，最终於汉献帝建安十二年（207年）統一北方。
其他戰後相關事務：
1. 官渡之戰後，曹操俘虜了沮授。沮授原是曹操好友，起初曹操赦免沮授并且厚待他，但最後沮授因想要回到袁绍阵营而为曹操杀害。
2. 曹操在袁绍大营发现许县及軍中的某些人員，曾寫信向袁绍表态，他下令将信件全部焚毁，部下由惊恐转为感激。
3. 官渡之戰後，袁紹僅八百騎逃回北方，後悔不用田豐之言，但逢紀詆毀田豐，结果田丰被袁绍杀害。
4. 官渡之战后，河北数万降卒被曹操坑杀[7]。

## 影响
曹操在官渡之战中消灭了袁绍的主力，解除北方危机，奠定统一河北的契机 。

## 后续
官渡之战后二年，袁绍死，其子袁谭、袁尚争位，互相火并。在几年中，曹操攻下邺城，杀袁谭，占有了幽州、冀州、青州、并州等四州。袁尚投奔乌桓王蹋顿。建安十二年（207年），曹操率大军出征，大破蹋顿和袁氏的联军，斩蹋顿。袁尚奔辽东，为辽东太守公孙康所杀。至此，曹操基本上统一了北方。

## 參戰人物
|  | - 曹操軍 - 曹操（統帥） - 荀攸 - 郭嘉 - 杨阜 - 荀彧（留守许都） - 董昭 - 賈詡 - 劉延（東郡太守，守白馬） - 程昱（留守鄄城） - 關羽（中途叛降归走刘备） - 張遼（先锋） - 閻柔 - 鮮于輔 - 徐晃（先锋、游击和奇袭部队） - 史渙 - 曹洪（守卫官渡） - 夏侯淵 - 曹仁（守卫许都） - 樂進（从曹操奇袭乌巢，斩杀淳于琼） - 于禁（為曹操北拒袁紹，堅守延津） - 李典 - 許褚（近卫部队） | - 袁紹軍 - 袁紹（統帥） - 荀諶（謀主） - 袁譚 - 郭圖 - 沮授（監軍，被俘） - 田豐（謀主）（后被袁紹殺害） - 許攸（謀主）（中途投奔曹操） - 顏良（白馬之役中戰死） - 文醜（延津之役中戰死） - 韓猛 - 蔣奇 - 淳于瓊（烏巢之役中戰死，或是被俘殺） - 眭元進、韓莒子、呂威璜、趙叡（皆隨淳于瓊於烏巢之役中戰死） - 何茂、王摩（投降） - 高覽（投降） - 張郃（投降） - 蔣義渠 - 審配（統軍事）（其二子被俘） - 逢紀（統軍事） - 劉備（以客將身份參戰，後投奔劉表） |  |

### 後續
- 倉亭之戰
- 黎阳之战
- 鄴之戰
- 南皮之战
- 壺關之战
- 白狼山之战